# Красноярський драматичний театр імені Пушкіна
Драматичний театр імені О.С.Пушкіна (рос. Красноярский драматический театр имени А. С. Пушкина) — драматичний театр у Красноярську, найстаріший у місті.

## Історія театру
Першу будівлю театру в Красноярську відкрито в 1878 році. У відсутності постійної професійної трупи на його сцені грала трупа антрепренера А. Н. Єгорова, пізніше трупа С. В. Брагіна, трагіки брати Адельгейми, артисти Московського Малого театру; улітку 1897 року в Красноярську дали кілька спектаклів відомі російські актори Г. М. Федотова й М. І. Пісарєв.
1898 року будівлю театру було знищено пожежею. 1902 року на його місці було споруджено нову будівлю, яка спочатку називалася «Народним домом-театром», котрий отримав ім'я О.С.Пушкіна. Того ж року в театрі почала працювати драматична група К. П. Краснової, що поклала початок існуванню постійного театру. У новому приміщенні театру також розташувався Книжковий склад Товариства піклування про початкову освіту з бібліотекою, а також проводилися зайняття міської малювальної школи.
Після встановлення радянської влади 1920 року театр був названий «робочим театром», з 1934 — Красноярський крайовий драматичний театр імені Олександра Сергійовича Пушкіна. У повоєнні роки створено студію акторської майстерності при театрі, в якій в 1946 році навчався І. М. Смоктуновський.